# 潘龍鱗
潘龍鱗（？—？），湖广襄阳府襄陽縣人。

## 生平
天啓七年（1627年）丁卯科湖广乡试举人，崇祯元年（1628年）联捷戊辰科進士，授南京户部主事，升郎中，官西安府知府，以不检被纠去职。